# Spitzen Leichtathletik Luzern
Le Spitzen Leichtathletik Luzern est un meeting international d'athlétisme qui est organisé chaque année à Lucerne en Suisse depuis 1987. Il fait partie des meetings « classiques » de l'Association européenne d'athlétisme qui se dispute généralement en juillet.

## Records du meeting

### Hommes
| Épreuve           | Record             | Athlète                                                 | Nationalité       | Date            | Réf. |
| ----------------- | ------------------ | ------------------------------------------------------- | ----------------- | --------------- | ---- |
| 100 m             | 9 s 85 (+1,6 m/s)  | Yohan Blake                                             | Jamaïque          | 2012            |      |
| 200 m             | 19 s 86 (+1,5 m/s) | Jason Young                                             | Jamaïque          | 2012            |      |
| 400 m             | 44 s 45            | Butch Reynolds                                          | États-Unis        | 1997            |      |
| 800 m             | 1 min 44 s 35      | André Bucher                                            | Suisse            | 2000            |      |
| 1 500 m           | 3 min 36 s 34      | Yared Nuguse                                            | États-Unis        | 2022            |      |
| 3 000 m           | 7 min 37 s 98      | Dominic Lokinyomo Lobalu                                | Soudan du Sud     | 2023            |      |
| 5 000 m           | 12 min 55 s 60     | Jacob Kiplimo                                           | Ouganda           | 2021            |      |
| 10 000 m          | 29 min 29 s 85     | Markus Graf                                             | Suisse            | 1992            |      |
| 110 m haies       | 13 s 02 (+1,5 m/s) | Mark Crear                                              | États-Unis        | 1995            |      |
| 400 m haies       | 47 s 68            | Derrick Adkins                                          | États-Unis        | 1995            |      |
| 3 000 m steeple   | 8 min 13 s 52      | Wilson Boit Kipketer                                    | Kenya             | 2002            |      |
| Saut en hauteur   | 2.30 m             | Yaroslav Rybakov Jerome Carter                          | Russie États-Unis | 2004 1987       |      |
| Saut à la perche  | 5,75 m             | Denis Petushinskiy                                      | Russie            | 1994            |      |
| Saut en longueur  | 8,28 m (-0,7 m/s)  | Dwight Phillips                                         | États-Unis        | 2004            |      |
| Triple saut       | 17,41 m (+0,3 m/s) | Aarik Wilson                                            | États-Unis        | 2007            |      |
| Lancer du poids   | 22,12 m            | Werner Günthör                                          | Suisse            | 1987            |      |
| Lancer du disque  | 67,42 m            | Gerd Kanter                                             | Estonie           | 1995            |      |
| Lancer du marteau | 78,66 m            | Aleksey Sokirskiy                                       | Ukraine           | 2012            |      |
| Lancer du javelot | 94,44 m            | Johannes Vetter                                         | Allemagne         | 2017            |      |
| Décathlon         | 7 899 pts          | Beat Gähwiler                                           | Suisse            | 1991            |      |
| Relais 4 × 100 m  | 38 s 72            | Hank Palmer Anson Henry Jared Connaughton Pierre Browne | Canada            | 16 juillet 2008 |      |
| Relais 4 × 400 m  | 3 min 6 s 19       |                                                         | Royaume-Uni       | 3 juin 2019     |      |

## Femmes
| Épreuve           | Record             | Athlète                        | Nationalité      | Date | Réf. |
| ----------------- | ------------------ | ------------------------------ | ---------------- | ---- | ---- |
| 100 m             | 10 s 82 (+0,3 m/s) | Shelly-Ann Fraser-Pryce        | Jamaïque         | 2023 |      |
| 200 m             | 22 s 05 (+0,1 m/s) | Brittany Brown                 | États-Unis       | 2023 |      |
| 400 m             | 50 s 35            | Cathy Freeman                  | Australie        | 1998 |      |
| 800 m             | 1 min 58 s 66      | Suzy Favor-Hamilton            | États-Unis       | 1998 |      |
| 1 500 m           | 4 min 4 s 82       | Sarah Jamieson                 | Australie        | 2004 |      |
| 3 000 m           | 8 min 45 s 93      | Mercy Cherono                  | Kenya            | 2012 |      |
| 5 000 m           | 15 min 15 s 14     | Stacey Ndiwa                   | Kenya            | 2014 |      |
| 100 m haies       | 12 s 44 (-0,8 m/s) | Olga Shishigina                | Kazakhstan       | 1995 |      |
| 400 m haies       | 53 s 63            | Janieve Russell                | Jamaïque         | 2018 |      |
| 3 000 m steeple   | 9 min 32 s 61      | Caroline Tuigong               | Kenya            | 2018 |      |
| Saut en hauteur   | 1,98 m             | Stefka Kostadinova             | Bulgarie         | 1993 |      |
| Saut à la perche  | 4,81 m             | Yarisley Silva                 | Cuba             | 2013 |      |
| Saut en longueur  | 6,89 m (+1,0 m/s)  | Erica Johansson                | Suède            | 1999 |      |
| Triple saut       | 14,76 m (+0,9 m/s) | Galina Chistyakova             | Russie           | 1995 |      |
| Lancer du poids   | 21,11 m            | Valerie Adams                  | Nouvelle-Zélande | 2012 |      |
| Lancer du disque  | 64,09 m            | Yarelis Barrios                | Cuba             | 2010 |      |
| Lancer du marteau | 69,38 m            | Samantha Borutta               | Allemagne        | 2021 |      |
| Lancer du javelot | 67,70 m            | Kelsey-Lee Barber              | Australie        | 2019 |      |
| Heptathlon        | 5 714 pts          | Manuela Marxer                 | Liechtenstein    | 1991 |      |
| Relais 4 × 100 m  | 43 s 73            | (Rose, Bowles, Gaines, Walton) | États-Unis       | 1995 |      |